# دانشگاه بین المللی ترینیتی
دانشگاه بین المللی ترینیتی (TIU) یک دانشگاه مسیحی است که مرکز آن در دیرفیلد، ایلینوی است. این دانشگاه شامل کالج ترینیتی، مدرسه فارغ‌التحصیل ترینیتی، یک حوزه علمیه (مدرسه الهیات انجیلی ترینیتی)، یک دانشکده حقوق (مدرسه حقوق ترینیتی که در سانتا آنا، کالیفرنیا واقع شده‌است)، و اردوگاهی به نام تیمبر لی است. این اردوگاه در شرق تروی، ویسکانسین واقع شده‌است. دانشگاه همچنین دارای پردیس‌هایی در شمال لادردیل، فلوریدا و میامی، فلوریدا است. دانشگاه بین المللی ترینیتی تنها دانشگاه وابسته به کلیسای آزاد انجیلی آمریکا در ایالات متحده است و حدود ۲۷۰۰ دانشجو ثبت نام می‌کند. دانشگاه بین المللی ترینیتی در ۱۷ فوریه ۲۰۲۳ اعلام کرد که برنامه کارشناسی را فقط به حالت آنلاین منتقل می‌کند و پردیس مسکونی را در پایان ترم بهار ۲۰۲۳ می‌بندد. دانشگاه بین المللی ترینیتی توسط کمیسیون آموزش عالی تأیید شده‌است، مدرسه الهی نیز از نظر برنامه ای توسط کمیسیون اعتباربخشی انجمن مدارس الهیات در ایالات متحده و کانادا (ATS) تأیید شده‌است.